# Dahl Lake Park
Dahl Lake Park är en park i Kanada.   Den ligger i provinsen British Columbia, i den centrala delen av landet, 3 500 km väster om huvudstaden Ottawa. Dahl Lake Park ligger 825 meter över havet. Den ligger vid sjön Theodore Lake.
Terrängen runt Dahl Lake Park är platt norrut, men söderut är den kuperad. Trakten runt Dahl Lake Park är nära nog obefolkad, med mindre än två invånare per kvadratkilometer.. Det finns inga samhällen i närheten. 
I omgivningarna runt Dahl Lake Park växer i huvudsak barrskog.